# Communauté de communes du Secteur de Dompaire
La Communauté de communes du Secteur de Dompaire est une ancienne communauté de communes française, située dans le département des Vosges et la région Grand Est.

## Histoire
Le 1er décembre 2000, la structure est créée sous le nom de « Communauté de communes du Pays d'Entre Madon et Moselle ».
Elle est renommée « Communauté de communes du Secteur de Dompaire », par arrêté prefectoral du 27 octobre 2009.
Le 1er janvier 2013, la commune isolée de Charmois-l'Orgueilleux rejoint la communauté de communes. Les communes de Dommartin-aux-Bois et Pierrefitte, respectivement originaires des communautés de communes du Pays d'Olima et du Val d'Avière et du Pays de Saône et Madon, adhèrent à la structure intercommunale, par arrêté préfectoral du 2 juillet 2012.
Elle est dissoute le 31 décembre 2016 pour former, avec la communauté de communes du Pays de Mirecourt et 15 communes issues de la communauté de communes de la Moyenne Moselle, la communauté de communes de Mirecourt Dompaire, à l'exception de Charmois-l'Orgueilleux qui rejoint la communauté d'agglomération d'Épinal.

## Composition
Elle était composée de 33 communes :
| Nom                     | Code Insee | Gentilé       | Superficie (km2) | Population (dernière pop. légale) | Densité (hab./km2) |
| ----------------------- | ---------- | ------------- | ---------------- | --------------------------------- | ------------------ |
| Dompaire (siège)        | 88151      | Dompairois    | 16,63            | 1 152 (2014)                      | 69                 |
| Les Ableuvenettes       | 88001      |               | 4,49             | 79 (2014)                         | 18                 |
| Ahéville                | 88002      | Ahévillois    | 5,84             | 60 (2014)                         | 10                 |
| Bainville-aux-Saules    | 88030      |               | 5,61             | 136 (2014)                        | 24                 |
| Bazegney                | 88041      | Basognaciens  | 5,81             | 114 (2014)                        | 20                 |
| Begnécourt              | 88047      | Bégnécurtiens | 4,57             | 169 (2014)                        | 37                 |
| Bettegney-Saint-Brice   | 88055      |               | 5,32             | 161 (2014)                        | 30                 |
| Bocquegney              | 88063      | Bocquenois    | 4,57             | 127 (2014)                        | 28                 |
| Bouxières-aux-Bois      | 88069      | Bouxiérois    | 7,68             | 142 (2014)                        | 18                 |
| Bouzemont               | 88071      | Bouzemontois  | 4,97             | 53 (2014)                         | 11                 |
| Charmois-l'Orgueilleux  | 88092      | Charmoisiens  | 35,92            | 594 (2014)                        | 17                 |
| Circourt                | 88103      | Circourtiens  | 5,93             | 81 (2014)                         | 14                 |
| Damas-et-Bettegney      | 88122      | Damacènes     | 15,07            | 367 (2014)                        | 24                 |
| Derbamont               | 88129      | Derbamontais  | 6,83             | 99 (2014)                         | 14                 |
| Dommartin-aux-Bois      | 88147      |               | 15,70            | 425 (2014)                        | 27                 |
| Gelvécourt-et-Adompt    | 88192      |               | 3,94             | 106 (2014)                        | 27                 |
| Gorhey                  | 88210      |               | 6,31             | 179 (2014)                        | 28                 |
| Gugney-aux-Aulx         | 88223      |               | 8,67             | 150 (2014)                        | 17                 |
| Hagécourt               | 88226      | Hagécurtiens  | 7,60             | 112 (2014)                        | 15                 |
| Harol                   | 88233      | Harolais      | 27,34            | 626 (2014)                        | 23                 |
| Hennecourt              | 88237      | Hennécurtiens | 7,17             | 355 (2014)                        | 50                 |
| Jorxey                  | 88254      |               | 5,40             | 87 (2014)                         | 16                 |
| Légéville-et-Bonfays    | 88264      | Legevillois   | 5,21             | 45 (2014)                         | 8,6                |
| Madegney                | 88280      |               | 3,05             | 99 (2014)                         | 32                 |
| Madonne-et-Lamerey      | 88281      | Lamadoniens   | 7,02             | 372 (2014)                        | 53                 |
| Maroncourt              | 88288      |               | 2,24             | 12 (2014)                         | 5,4                |
| Pierrefitte             | 88347      |               | 8,78             | 132 (2014)                        | 15                 |
| Racécourt               | 88365      | Racécurtiens  | 7,23             | 164 (2014)                        | 23                 |
| Regney                  | 88378      |               | 3,90             | 85 (2014)                         | 22                 |
| Saint-Vallier           | 88437      |               | 4,44             | 105 (2014)                        | 24                 |
| Vaubexy                 | 88494      |               | 6,52             | 124 (2014)                        | 19                 |
| Velotte-et-Tatignécourt | 88499      |               | 5,36             | 150 (2014)                        | 28                 |
| Ville-sur-Illon         | 88508      | Vilains       | 17,89            | 555 (2014)                        | 31                 |

## Administration
| Période                                  | Période          | Identité       | Étiquette | Qualité                                   |
| ---------------------------------------- | ---------------- | -------------- | --------- | ----------------------------------------- |
| Les données manquantes sont à compléter. |                  |                |           |                                           |
|                                          | 31 décembre 2016 | André Rouillon | DVD       | Maire de Bouxières-aux-Bois (depuis 2001) |